# Ireneusz Bukowiecki
Ireneusz Bukowiecki (ur. 5 stycznia 1967 w Turku) – polski lekkoatleta (wieloboista) i trener lekkoatletyczny.
Brązowy medalista halowych mistrzostw Polski w ośmioboju (1988).
Trzykrotnie ukończył w czołowej ósemce zmagania dziesięcioboistów podczas mistrzostw kraju (najwyższe miejsce – piąte w 1991).
Rekord życiowy w dziesięcioboju: 7168 pkt. (28 sierpnia 1988, Zielona Góra).
Trener lekkoatletyczny (z zawodu policjant, wykładowca Wyższej Szkoły Policji w Szczytnie), wśród jego podopiecznych znajduje się syn Konrad, kulomiot.